# نيكولوسي
نيكولوسي (بالإيطالية: Nicolosi)‏ هي بلدة تقع في مقاطعة كاتانيا في صقلية في إيطاليا .

## السكان
في سنة 1861 بلغ عدد السكان 2٬793 نسمة، وتطور العدد ليصل في سنة 2011 لـ 7٬156 نسمة.
يظهر هذا المخطط البياني تطور النمو السكاني لـ نيكولوسي